# Jehor Kartušov
Jehor Oleksandrovyč Kartušov (in ucraino Єгор Олександрович Картушов?; Saky, 5 gennaio 1991) è un calciatore ucraino, attaccante del Černihiv.

## Carriera
Nel 2011 firma un contratto con il Zorja Luhans'k. Nel 2012 si trasferisce alla squadra di FK Desna Černihiv. Ad aprile 2019, prolunga il suo contratto con la squadra di Černihiv. Contribuisce alla promozione in Prem"jer-liha; mentre nella stagione 2020-2021 aiuta la squadra a qualificarsi al terzo turno dell'Europa League. A luglio 2021, prolunga il suo contratto con la squadra di Černihiv. Il 18 febbraio 2022, Kartushov, dopo 10 anni nel club di FK Desna Černihiv, ha firmato un contratto di 2 anni e mezzo con il FK Metalist.
Nell'estate 2023, firma un contratto con il FK Karpaty in Perša Liha. Kartushov da il suo contributo per la promozione del club in Prem"jer-liha.
Nell'estate 2024, si trasferisce al FK Dinaz Vyšhorod in Perša Liha.
Il 22 gennaio 2025, firma un contratto con il FK Černihiv in Druha Liha.

## Statistiche

### Presenze e reti nei club
Statistiche aggiornate al 4 maggio 2025.
| Stagione               | Squadra                | Campionato             | Campionato | Campionato | Coppe nazionali | Coppe nazionali | Coppe nazionali | Coppe continentali | Coppe continentali | Coppe continentali | Altre coppe | Altre coppe | Altre coppe | Totale | Totale |
| Stagione               | Squadra                | Comp                   | Pres       | Reti       | Comp            | Pres            | Reti            | Comp               | Pres               | Reti               | Comp        | Pres        | Reti        | Pres   | Reti   |
| ---------------------- | ---------------------- | ---------------------- | ---------- | ---------- | --------------- | --------------- | --------------- | ------------------ | ------------------ | ------------------ | ----------- | ----------- | ----------- | ------ | ------ |
| 2009-2010              | Zorja                  | PL                     | 13         | 5          | CU              | 0               | 0               |                    | -                  | -                  |             | -           | -           | 13     | 5      |
| 2010-2011              | Zorja                  | PL                     | 12         | 0          | CU              | 3               | 0               |                    | 0                  | 0                  |             | -           | -           | 15     | 0      |
| Totale Zorya           | Totale Zorya           | Totale Zorya           | 25         | 5          |                 | 0               | 0               |                    | 0                  | 0                  |             | -           | -           | 28     | 5      |
| 2010-2011              | Illičivec'             | PL                     | 8          | 0          | CU              | 0               | 0               |                    | -                  | -                  |             | -           | -           | 8      | 0      |
| Totale Illicivec       | Totale Illicivec       | Totale Illicivec       | 8          | 0          |                 | 0               | 0               |                    | 0                  | 0                  |             | -           | -           | 8      | 0      |
| 2012-2013              | Desna Černihiv         | DL                     | 16         | 0          | CU              | 0               | 0               |                    | -                  | -                  |             | -           | -           | 16     | 0      |
| 2013-2014              | Desna Černihiv         | PL                     | 26         | 6          | CU              | 4               | 1               |                    | 0                  | 0                  |             | -           | -           | 30     | 7      |
| 2014-2015              | Desna Černihiv         | PL                     | 29         | 8          | CU              | 1               | 0               |                    | 0                  | 0                  |             | -           | -           | 30     | 8      |
| 2015-2016              | Desna Černihiv         | PL                     | 19         | 4          | CU              | 0               | 0               |                    | 0                  | 0                  |             | -           | -           | 19     | 4      |
| 2016-2017              | Desna Černihiv         | PL                     | 34         | 4          | CU              | 3               | 0               |                    | 0                  | 0                  |             | -           | -           | 37     | 4      |
| 2017-2018              | Desna Černihiv         | PL                     | 25         | 4          | CU              | 4               | 2               |                    | 0                  | 0                  |             | -           | -           | 29     | 6      |
| 2018-2019              | Desna Černihiv         | PL                     | 35         | 3          | CU              | 2               | 0               |                    | 0                  | 0                  |             | -           | -           | 37     | 3      |
| 2019-2020              | Desna Černihiv         | PL                     | 40         | 3          | CU              | 2               | 2               |                    | 0                  | 0                  |             | -           | -           | 42     | 5      |
| 2020-2021              | Desna Černihiv         | PL                     | 23         | 1          | CU              | 1               | 0               |                    | 1                  | 0                  |             | -           | -           | 25     | 1      |
| 2021-2022              | Desna Černihiv         | PL                     | 15         | 1          | CU              | 1               | 0               |                    | -                  | -                  |             | -           | -           | 16     | 1      |
| Totale Desna Černihiv  | Totale Desna Černihiv  | Totale Desna Černihiv  | 0          | 0          |                 | 0               | 0               |                    | 0                  | 0                  |             | -           | -           | 0      | 0      |
| 2022-2023              | Metalist               | PL                     | 24         | 1          | CU              | 0               | 0               |                    | -                  | -                  |             | -           | -           | 24     | 1      |
| Totale Metalist        | Totale Metalist        | Totale Metalist        | 24         | 1          |                 | 0               | 0               |                    | 0                  | 0                  |             | -           | -           | 24     | 1      |
| 2023-2024              | Karpaty L'viv          | PL                     | 16         | 1          | CU              | 0               | 0               |                    | -                  | -                  |             | -           | -           | 16     | 1      |
| Totale Karpaty         | Totale Karpaty         | Totale Karpaty         | 16         | 0          |                 | 1               | 0               |                    | 0                  | 0                  |             | -           | -           | 16     | 0      |
| 2024-2025              | Dinaz Vyšhorod         | PL                     | 12         | 0          | CU              | 1               | 0               |                    | -                  | -                  |             | -           | -           | 13     | 1      |
| Totale Dinaz Vyshgorod | Totale Dinaz Vyshgorod | Totale Dinaz Vyshgorod | 12         | 0          |                 | 1               | 0               |                    | 0                  | 0                  |             | -           | -           | 13     | 0      |
| 2024-2025              | Černihiv               | PL                     | 3          | 1          |                 | -               | -               |                    | -                  | -                  |             | -           | -           | 3      | 1      |
| Totale Černihiv        | Totale Černihiv        | Totale Černihiv        | 4          | 1          |                 | 0               | 0               |                    | 0                  | 0                  |             | -           | -           | 4      | 1      |
| Totale carriera        | Totale carriera        | Totale carriera        | 0          | 0          |                 | 0               | 0               |                    | -                  | -                  |             | -           | -           | 0      | 0      |

## Palmarès

### Club

#### Competizioni nazionali
- Druha Liha

Desna Chernihiv: 2012-2013